# Giovanni Giacomo Sementi
Giovanni Giacomo Semenza ou Giacomo Sementi (né le 27 août 1583 à Bologne, où il est mort le 8 septembre 1636) est un peintre italien baroque de l'école bolonaise, actif au début du XVIIe siècle.

## Biographie
Giacomo Sementi est l'élève de Denis Calvaert, puis de Guido Reni comme son contemporain Francesco Gessi, et Giacinto Brandi est l'un de ses élèves.
Il a peint le Christ Rédempteur pour l'église Sainte Catherine de Bologne.

## Sources
- (en) Cet article est partiellement ou en totalité issu de l’article de Wikipédia en anglais intitulé « Giovanni Giacomo Semenza » (voir la liste des auteurs).